# Petros Elton
Petros Elton, gr. Πέτρος Ελτον (ur. 20 kwietnia 1971) – cypryjski sportowiec, specjalizujący się w żeglarstwie sportowym.
Uczestnik Letnich Igrzysk Olimpijskich 1992 oraz Letnich Igrzysk Olimpijskich 1996. Jego partnerem był Nikolas Epifaniu. Na obu igrzyskach zajmowali 31. miejsce w klasie 470.